# Asklepios Fachklinikum Brandenburg
Das Asklepios Fachklinikum Brandenburg ist eine psychiatrische und neurologische Fachklinik im Stadtteil Görden, Brandenburg an der Havel. Träger des Hauses ist Asklepios Kliniken. Die Anlage steht unter Denkmalschutz.

## Geschichte

### 1910 bis 1933
Der Auftrag für den Bau einer Irrenanstalt in Brandenburg-Görden erging im März 1910 vom brandenburgischen Provinziallandtag. Die Anstalt wurde ab 1911 nach Plänen von Theodor Goecke im Pavillonstil gebaut und im Jahr 1915 fertiggestellt. Die Hauptanstalt hatte 1.600 Betten und war im Geiste der Zeit in eine Frauenanstalt (nördlicher Teil) und eine Männeranstalt unterteilt. Es gab jeweils eine Pensionärsanstalt für Männer und Frauen mit insgesamt 150 Betten, einen Friedhof mit Anstaltskirche und ein Wärterdorf. Von 1915 bis 1919 wurde die Klinik aber als Reservelazarett I und II genutzt, ab 1919 erfolgte dann die Umwandlung in eine Heil- und Pflegeanstalt und die Umbenennung in Landesanstalt Görden. Von 1914 bis 1927 leitete Adolf Riebeth die Anstalt, sein Nachfolger war bis 1933 Franz Viedenz.

### 1933 bis 1945
Mit der Machtübertragung an die Nationalsozialisten änderte sich der Charakter der Anstaltspsychiatrie radikal. Standen in der Weimarer Republik noch Reformansätze im Vordergrund (Beschäftigungstherapie, Familienpflege, Außenfürsorge) begann jetzt im Zuge des Konzepts der „Erbhege und Erbmerze“ ein Feldzug gegen die körperlich und geistig Behinderten. Mit dem am 1. Januar 1934 in Kraft getretenen Gesetz zur Verhütung erbkranken Nachwuchses trat auch in der Gördener Klinik neben der Sterilisierung auf Freiwilligkeit ab Oktober 1934 die Zwangssterilisierung von sogenannten Erbkranken. Der Eingriff an Männern wurde ab 1935 von dem Oberarzt Paul Honekamp, nach dessen Ausscheiden aus dem Staatsdienst am 1. September 1937 vertretungsweise von Paul Hagemeister und ab 1. April 1938 von Heinz Lohwasser in den Häusern GF und GM (heute Haus 4 und 21) durchgeführt. Die Frauen wurde für den Eingriff an die Brandenburgische Frauenklinik Berlin-Neukölln überstellt. Bis Ende 1939 wurde 1905 Patientinnen und Patienten der Landesanstalt Görden sterilisiert.
Nach Wilhelm Försterling (1933–1935, während dessen Erkrankung von 1934 bis 1935 vertreten durch Alfons Michalke) und Heinrich Ehlers (ab 1936) übernahm im November 1938 Hans Heinze die Leitung der Landesanstalt Görden, unter ihm wurde die erste Kinderfachabteilung im Dritten Reich für die Ermordung von Kindern und Jugendlichen in Görden eingerichtet. Von den 4.000 Kindern und Jugendlichen, die zwischen Mai 1938 und August 1944 aufgenommen wurden, starben etwa 1.270 in der Anstalt. Die Anstalt diente ab 1939 auch als Zwischenanstalt der „Euthanasie“-Aktion T4, die ihre Patienten in die Tötungsanstalt Brandenburg und die Tötungsanstalt Bernburg weiterleitete. Etwa 430 minderjährige Patienten und Patientinnen aus Görden kamen bei der Aktion T4 um. Das Laboratorium der Prosektur war ab 1939 eine Außenstelle des Kaiser-Wilhelm-Instituts für Hirnforschung und wurde von Werner-Joachim Eicke geleitet. Außerdem hatte seit 1938 die Landeszentrale für die erbbiologische Bestandsaufnahme der Provinz Brandenburg ihren Sitz im Verwaltungsgebäude der Landesanstalt.
1939 haben in der Anstalt Görden etwa 2.088 Bewohner gelebt, im Februar 1945 waren es nur noch etwa 500 Bewohner.

### 1945 bis 1991
Im April 1945 wurde die Anstalt kampflos an die Rote Armee übergeben und in den folgenden Jahren bis zur Wende vom Ministerium für Gesundheitswesen der DDR als Nervenklinik aufgebaut und genutzt. Es gab zahlreichen Namensänderungen
- 1953 bis 1958: Krankenhaus für Psychiatrie Görden, Brandenburg (Havel)
- 1958 bis 1972: Bezirkskrankenhaus für Neurologie und Psychiatrie Görden, Brandenburg (Havel)
- 1972 bis 1991: Bezirksnervenklinik Brandenburg[13]

### 1991 bis heute
Nach der Wende wurde die Klinik 1991 in Landesklinik Brandenburg umfirmiert und 2006 wurde die Klinik von den Asklepios Kliniken übernommen. Heute gibt es im Haus 23 ein Museum zur Geschichte des Hauses.

## Struktur
Das Asklepios Fachklinikum Brandenburg umfasst heute drei Kliniken und mehrere Fachbereiche.
Im Jahr 2015 wurden 6.136 Patienten stationär und 15.118 Patienten ambulant behandelt.
Kliniken
- Klinik für Neurologie, Neurologische Intensivmedizin – Zentrum für Hirngefäßerkrankungen
- Klinik für Psychiatrie, Psychosomatik und Psychotherapie
- Klinik für Kinder- und Jugendpsychiatrie, Psychosomatik und Psychotherapie

Fachabteilungen
- Forensische Psychiatrie
- Kinder- und Jugendpsychiatrie, Psychosomatik und Psychotherapie
- Neurologie
- Allgemeine Psychiatrie, Psychosomatik und Psychotherapie
- Radiologie und Neuroradiologie
- Internistische Funktionsdiagnostik

Außerdem befindet sich auf dem Klinikgelände ein Psychiatriemuseum und der Jüdische Friedhof der Landesanstalt Görden, welcher 2006 restauriert wurde.